# Холт, Генри
Генри Холт (англ. Henry E. Holt; 27 сентября 1929, Ричвуд, Западная Виргиния — 5 мая 2019, Темпе, Аризона) — американский астроном, первооткрыватель комет и астероидов, который работал в Паломарской обсерватории. В 1984 по 1988 год совместно с другими астрономами Норманом Томасом, Дэвидом Леви, Jeffery A. Brown и Кэролин Шумейкер им было обнаружено в общей сложности 682 астероида, большинство из которых он открыл самостоятельно. Он также является первооткрывателем трёх короткопериодических комет 121P/Шумейкеров — Хольта, 127P/Хольта — Ольмстеда и 128P/Шумейкеров — Хольта.
Первое время он работал планетарным геологом в Геологической службе США в Северном Аризонском университете (англ.). В 1960-х годах изучал фотометрические свойства лунной поверхности в рамках космических программ Сервейер и Аполлон.
В знак признания его заслуг одному из астероидов было присвоено его имя (4435) Хольт.